# Хан, Герман Борисович
Герман Борисович Хан (род. 24 октября 1961, Киев, УССР) — российский предприниматель. Крупный акционер Альфа-Групп.
Из-за вторжения России на Украину находится под персональными санкциями 27 стран Евросоюза, США, Великобритании, Канады, Швейцарии, Австралии и других государств.

## Биография
Родился 24 октября 1961 года в Киеве. Отец — учёный, известный специалист в области металлургии.
Герман серьёзно занимался боксом, окончил школу в 1978 году. После школы год работал слесарем на Киевском опытно-экспериментальном заводе нестандартного оборудования. В 1982 году с отличием окончил индустриально-педагогический техникум. Поступил в Московский государственный институт стали и сплавов, на факультет литья чёрных металлов. Во время учёбы познакомился с Михаилом Фридманом и Алексеем Кузьмичёвым.
В 1989 году создал кооператив «Александрина», занимавшийся пошивом одежды.
По приглашению Фридмана с 1990 по 1992 годы занимал пост начальника оптовой торговли компании «Альфа-Эко».
В 1996 году Хан получил пост президента компании «Альфа-Эко».
С начала 1998 года стал заместителем председателя правления и первым вице-президентом «Тюменской нефтяной компании». Занимал пост исполнительного директора ТНК-ВР и курировал всю операционную деятельность компании, за исключением газового сектора.. После завершения в марте 2013 года сделки по покупке ТНК-ВР «Роснефтью» Хан в числе пятерых топ-менеджеров покинул компанию.
Входит в Наблюдательный совет консорциума «Альфа Групп», в советы директоров Alfa Finance Holdings S.A. (нефтяные и финансовые активы) и ABH Holdings Corp. (холдинговой компании банковской группы «Альфа-Банк»).
17 июня 2013 возглавил компанию L1 Energy, созданную консорциумом «Альфа-групп» для осуществления инвестиций в международный нефтегазовый сектор.
Член президиума Российского еврейского конгресса.
Является партнёром Михаила Фридмана, в настоящее время отвечает за топливное направление группы.
В марте 2022 года Герман Хан вышел из состава акционеров Альфа-Банка, ему принадлежала доля в 20,97 %, а также из совета директоров LetterOne.
В сентябре 2022 года стало известно, что Герман Хан вернулся в Россию из Великобритании. Источник российского Forbes среди знакомых предпринимателя подтвердил, что теперь он живет в России.

## Санкции
С 15 марта 2022 года находится под санкциями всех стран Европейского союза из-за тесных связей с Владимиром Путиным и работы в финансовом секторе. С 15 марта 2022 года находится под санкциями Великобритании как близкий соратник Владимира Путина, причастный к дестабилизации Украины и лицо получающее выгоду от Правительства России. С 16 марта 2022 года находится под санкциями Швейцарии. С 6 апреля 2022 года находится под санкциями Австралии. С 19 апреля 2022 года находится в санкционном списке Канады «соратников режима» за «соучастие в неоправданном вторжении России в Украину». С 12 октября 2022 года находится под санкциями Новой Зеландии.
Указом президента Украины Владимира Зеленского от 19 октября 2022 находится под санкциями Украины как бизнесмен работающий «в секторах экономики, обеспечивающих существенный источник дохода правительству Российской Федерации, которое несет ответственность за аннексию Крыма и дестабилизацию Украины».
11 августа 2023 года Хан попал под блокирующие санкции США и был включён в санкционный список против «известных представителей российской финансовой элиты» за участие в работе финансового и строительного сектора российской экономики
Ранее Хан был внесён ФБК в список коррупционеров и разжигателей войны с предложением введения против него санкций, отмечая что «на фоне войны он продолжает участвовать на самом высоком уровне в системе российской политической коррупции».

## Оценка состояния
Американская версия журнала Forbes в 2015 году оценивала состояние Хана в $9,5 млрд (133-е место в мире). Согласно Bloomberg Billionaires Index, на 7 марта 2023 года он находился на 284 месте, а его состояние оценивалось в $7,9 млрд. В списке 200 богатейших бизнесменов России, составленном российской версией журнала Forbes, Герман Хан занимал в 2015 году 11-е место. В 2022 году Forbes оценил его состояние в $7,8 млрд, в 2023-м — в $8,2 млрд.
Оценки состояния журналом Forbes:
| Показатель         | 2007 | 2008 | 2009 | 2010 | 2011 | 2012 | 2013 | 2014 | 2015 | 2016 | 2017 | 2018 | 2019 | 2020 | 2021 | 2022 | 2023 |
| Состояние ($ млрд) | 8,0  | 13,9 | 4,0  | 8,2  | 9,6  | 8,5  | 10,5 | 11,3 | 9,5  |      | 9,3  | 9,8  | 9,7  | 8,5  | 10,1 | 7,8  | 8,2  |
| Место (в мире)     |      | 54   | 132  | 83   |      |      |      |      | 133  |      |      |      |      |      |      | 296  | 249  |
| Место (в России)   | 13   | 10   | 9    | 12   | 13   | 15   | 12   | 10   | 11   | 10   | 11   | 12   | 13   | 14   | 18   | 14   |      |

## Семья
Женат. Две дочери и два сына.

## Награды
- Орден «За заслуги» III степени (2004 год, Украина)[42]
- Отличие «Именное огнестрельное оружие» (2004 год, Украина)[42]
- Благодарность Президента Российской Федерации (29 декабря 2006 года) — за заслуги в подготовке и проведении встречи глав государств и правительств стран — членов «Группы восьми» в городе Санкт-Петербурге[43]
- Благодарность Президента Российской Федерации (30 мая 2012 года) — за достигнутые трудовые успехи и многолетнюю добросовестную работу[44]